# آکادمی علوم روسیه
آکادمی علوم روسیه (روسی: Росси́йская акаде́мия нау́к، Rossíiskaya akadémiya naúk) شامل آکادمی ملی روسیه و شبکه‌ای از مؤسسه‌های پژوهش علمی در سراسر فدراسیون روسیه و همچنین واحدهای علمی و اجتماعی دیگری چون کتابخانه‌ها، واحدهای انتشاراتی و بیمارستان‌‌هاست.
فرهنگستان که مقرش در مسکو قرار دارد، سازمانی مدنی، خودگردان، غیرتجاری اعلام شده‌است که دولت روسیه امتیاز آن را در اختیار دارد. این نهاد اعضای آکادمی و دانشمندان در استخدام مؤسسات را در بر می‌گیرد.
فرهنگستان در حال حاضر حدوداً ۱۰۰۰ نهاد و ۵۰ هزار پژوهشگر علمی دارد.

## عضویت
سه نوع عضویت در آکادمی علوم روسیه وجود دارد: اعضای کامل (آکادمیسینها) اعضای وابسته و اعضای خارجی. دو عضو اول باید شهروند فدراسیون روسیه باشند. به هر حال، برخی آکادمیسین‌ها و اعضای وابسته پیش از فروپاشی شوروی انتخاب شده‌اند و هم‌اکنون شهروند کشورهای دیگرند. اعضای آکادمی بر اساس مشارکت‌های علمی شان برگزیده می‌شوند. انتخاب به عضویت بسیار معتبر دانسته می‌شود.

## ساختار
آکادمی علوم از ۱۳ شاخهٔ تخصصی علمی، چهار بخش منطقه‌ای و ۱۵ مرکز علمی ناحیه‌ای تشکیل شده‌است. آکادمی شوراها، کمیته‌ها و کمیسیونهای متعددی دارد که برای مقاصد گوناگون سازمان یافته‌اند.

### بخش‌های منطقه‌ای
بخش سیبری آکادمی علوم روسیه
بخش سیبری در ۱۹۵۷ ایجاد شد. مراکز تحقیقاتی آن در نووسیبیرسک، تومسک، کراسنویارسک، ایرکوتسک، یاکوتسک، اولان‌اوده، کمروف، تیومن و امسک قرار دارند.
بخش اورال آکادمی علوم روسیه
بخش اورال در ۱۹۳۲ ایجاد شد. مراکز تحقیقاتی آن در یکاترینبورگ، پرم، چلیابینسک، ایژوسک، اورنبورگ، اوفا وسیکتیوکار قرار دارند.
بخش شرق دور آکادمی علوم روسیه
بخش شرق دور شامل مرکز علمی پریمورسکی در ولادی‌وستوک، مرکز علمی آمور در بلاگووشچنسک، مرکز علمی ساخالین در یوژنو-ساخالینسک، مرکز علمی کامچاتکا در پتروپاولوفسک-کامچاتسکیی و مرکز علمی شمال شرقی درماگادان است.
بخش سنت پترزبورگ آکادمی علوم روسیه
بخش سنت پترزبورگ در ۲۰۲۳ ایجاد شد.

## برندگان جایزه نوبل وابسته به آکادمی علوم روسیه
- ایوان پاولف، پزشکی، ۱۹۰۴
- ایلیا مچنیکو، پزشکی، ۱۹۰۸
- ایوان الکسیویچ بونین، ادبیات، ۱۹۳۳
- نیکولای سمیونوف، شیمی، ۱۹۵۶
- ایگور یوگنیویچ تام، فیزیک، ۱۹۵۸
- لیا فرانک، فیزیک، ۱۹۵۸
- پاول چرنکوف، فیزیک، ۱۹۵۸
- لو لانداو، فیزیک، ۱۹۶۲
- نیکولای باسوف، فیزیک، ۱۹۶۴
- الکساندر میخایلوویچ پروخورف، فیزیک، ۱۹۶۴
- میخائیل شولوخف، ادبیات، ۱۹۶۵
- آلکساندر سولژنیتسین، ادبیات، ۱۹۷۰
- لئونید کانتوروویچ، اقتصاد، ۱۹۷۵
- آندره ساخاروف، صلح، ۱۹۷۵
- پیوتر کاپیتسا، فیزیک، ۱۹۷۸
- ژورس آلفروف، فیزیک، ۲۰۰۰
- آلکسی آلکسیویچ آبریکوسوف، فیزیک، ۲۰۰۳
- ویتالی لازاریویچ گینزبرگ، فیزیک، ۲۰۰۳